# Чайковський Мирослав Степанович
Мирослав Степанович Чайковський (19 лютого 1927 , Дубриничі  — 1995 , Свалява, Закарпатська область ) — радянський та український медик і хоровий диригент.
Заслужений діяч культури УРСР, Заслужений лікар України, Почесний громадянин міста Свалява (2000).

## Біографія
Народився 19 лютого 1927 року в селі Дубриничі в родині вчителя.
У 1953 році закінчив медичний факультет Ужгородського державного університету, паралельно здобувши освіту в Ужгородському музичилищі за класом «народні інструменти». З 1953 року працював у Сваляві лікарем пологового відділення, згодом — головним лікарем районної лікарні. Досягнув значного розширення мережі та вдосконалення роботи лікувальних закладів.
Ентузіаст музики та народної пісні. У 1953 році організував хор при райспоживспілці, яким керував протягом 42 років. Хор успішно виступав на різноманітних оглядах, святах і фестивалях, у селах і містах, зокрема в Ужгороді, Києві та Москві, а також за кордоном, і отримав почесне звання народного.
У 1992 році разом із однодумцями створив також церковний хор греко-католицької церкви.
Помер 1995 року в Сваляві.

## Нагороди
- Медаль «За трудову доблесть» (1961);
- Орден Трудового Червоного Прапора (1971);
- Орден Леніна (1976);
- Заслужений працівник культури УРСР;
- Заслужений лікар України;
- Почесний громадянин міста Свалява[2] (15 вересня 2000) .

## Пам'ять
- Ім'ям М. С. Чайковського названо одну з вулиць міста Свалява.
- М. С. Чайковського занесено до Книги почесних громадян міста.
- Його барельєф встановлено на будівлі міської ради у галереї видатних діячів Свалявщини.
- Ім'ям М. С. Чайковського названо самодіяльний народний хор Свалявського районного Будинку культури[1]